# The BBC Archives
A The BBC Archives a brit Iron Maiden 2002-ben megjelent koncertlemeze, melyet az EMI adott ki. A dupla lemezes kiadványra a BBC archívumából előásott élő fellépések kerültek fel, melyek 1979 és 1988 között kerültek rögzítésre A kiadvány az Eddie's Archive box szett részeként jelent meg.

## Számlista
A dalokat Steve Harris írta, kivéve ahol jelölve van.

### Első lemez

#### Friday Rock Show Session (1979. november 14.)
1. Iron Maiden – 3:45
2. Running Free (Paul Di'Anno, Harris) – 3:10
3. Transylvania – 4:03
4. Sanctuary (Di'Anno, Dave Murray, Harris) – 3:45

- Paul Di'Anno: ének
- Dave Murray: gitár
- Tony Parsons :gitár
- Steve Harris: basszusgitár
- Doug Sampson: dob

#### Reading Fesztivál (1982. augusztus 28.)
1. Wrathchild – 3:31
2. Run to the Hills – 5:36
3. Children of the Damned – 4:48
4. The Number of the Beast – 5:29
5. 22 Acacia Avenue (Adrian Smith, Harris) – 6:36
6. Transylvania – 6:20
7. The Prisoner (Smith, Harris) – 5:50
8. Hallowed Be Thy Name – 7:37
9. Phantom of the Opera  – 7:02
10. Iron Maiden – 4:57

- Bruce Dickinson: ének
- Dave Murray: gitár
- Adrian Smith: gitár
- Steve Harris: basszusgitár
- Clive Burr: dob

### Második lemez

#### Reading Fesztivál (1980. augusztus 23.)
1. Prowler – 4:26
2. Remember Tomorrow (Di'Anno, Harris) – 6:00
3. Killers – 4:43
4. Running Free – 3:52
5. Transylvania – 4:49
6. Iron Maiden – 4:56

- Paul Di'Anno: ének
- Dave Murray: gitár
- Dennis Stratton: gitár
- Steve Harris: basszusgitár
- Clive Burr: dob

#### Monsters of Rock Fesztivál, Donington (1988. augusztus 20.)
1. Moonchild (Bruce Dickinson, Smith) – 5:44
2. Wrathchild – 3:00
3. Infinite Dreams – 5:52
4. The Trooper – 4:04
5. Seventh Son of a Seventh Son – 10:27
6. The Number of the Beast  – 4:42
7. Hallowed Be Thy Name – 7:10
8. Iron Maiden – 6:01

- Bruce Dickinson: ének
- Dave Murray: gitár
- Adrian Smith: gitár
- Steve Harris: basszusgitár
- Nicko McBrain: dob
- Michael Kenney: billentyűs hangszerek